# Забігайло Володимир Юхимович
Забігайло Володимир Юхимович (28 червня 1934, Дніпропетровськ — 15 серпня 1996, Дніпропетровськ) — гірничий інженер-геофізик. Доктор геолого-мінералогічних наук (1975), професор (1979), академік НАН України (1990).

## Біографія
Навчався в Дніпропетровському гірничому інституті з 1952 по 1958 роки.
З 1958 по 1961 роки працював в Миргородській промислово-геофізичній експедиції «Укргеофізика» в Полтавській області.
З 1961 по 1964 роки працює в Дніпропетровській експедиції українськово-дослідницькому геолого-розвідувальному інституті.
З 1964 по 1968 роки працює в інституті мінеральних ресурсів в Сімферополі.
З 1968 по 1986 роки працює в Інстуті геотехнічної механіки в Дніпропетровську.
З 1986 по 1996 роки працює в Інституті геології та геохімії паливних ресурсів.
Одночасно 1979—1986 працює директором Дніпропетровського гірничого інституту, а також професором кафедри геології.

## Дослідження
Український вчений працюючий в галузі геології, геохімії, розробив метод прогнозування викиду шкідливих порід в глибоких горизонтах Донбасу. Засновник наукової школи комплексного дослідництва. Результатом його досліджень геології вугільних басейнів України їх газоносності та гірничо-геологічних умов розробки вугільних покладів на великих глибинах, дозволили розробити принципово нові способи прогнозу викидонебезпечності гірських порід і вугілля, природного метану освоєння вугільних басейнів України.
Він ініціатор і керівник національної програми "Метан вугільних родовищ України. Проблеми пошуку, оцінки та промислового освоєння.

## Вибрані публікації
- Проблеми геології газів вугільних родовищ (у співавт.);
- Геологічні основи теорії прогнозу викидонебезпечності вугільних пластів і гірських порід. 1978;
- Викидонебезпечні гірські породи Донбасу. 1983 (у співавт.);
- Фізико-хімічні методи управління станом вугільнопородного масиву (1989);
- Проблеми геології та геохімії паливних копалин заходу УРСР (1990);
- Вплив катагенеза гірських порід і метаморфізму вугілля на їх викидонебезпечність. -1990 (у співавт.);
- Корисні копалини Львівсько-Волинського басейну та напрями їх комплексного користування (1992);
- Тектоніка і гірничо-геологічні умови розробки вугільних родовищ Донбасу. 1993 (у співавт.).